# Gonatocerus mirissimus
Gonatocerus mirissimus är en stekelart som beskrevs av Girault 1913. Gonatocerus mirissimus ingår i släktet Gonatocerus och familjen dvärgsteklar. Inga underarter finns listade i Catalogue of Life.